# Galålokarna (Ovikens socken, Jämtland, 698287-139491)
Galålokarna är en sjö i Bergs kommun i Jämtland och ingår i Ljungans huvudavrinningsområde.